# ペグニッツ
ペグニッツ (ドイツ語: Pegnitz, ドイツ語発音: [ˈpeːgnɪt‿s])は、ドイツ連邦共和国バイエルン州オーバーフランケン行政管区バイロイト郡に属する市。この市はフレンキシェ・シュヴァイツ内のペグニッツ川沿いに位置する。バイロイトはこの市から北に27kmに位置する。

## 地理
ペグニッツはオーバーフランケン東部に位置している。

### 市の構成
本市は、公式には49の地区 (Ort) からなる。このうち小集落や孤立農場などを除く集落を以下に列記する。
| - ボーデンドルフ - ブロン - ブーヒャウ - ビューヒェンバッハ - ハインブロン - ハンマービュール - ホルラッハ - カルテンタール - ケルベルドルフ | - コスブルン - ランゲンロイト - ロイプス - ローベンシュタイク - リュグラス - ネムシェンロイト - ノイドルフ - ノイホーフ - ペグニッツ | - ライザハ - ローゼンホーフ - シュタイン - シュテンメンロイト - トロッカウ - トローシェンロイト - ヴィレンベルク - ヴィレンロイト - ツィプス |

## 歴史
ペグニッツは、2つの入植地から成立した。1つは、ブランデンブルクの領邦「ベゲンツ (Begenz)」として、1119年5月6日のミッヒェンフェルト修道院の寄付証明書に文献上初めて登場する。1293年には「ベグニッツ (Begniz)」という名、1329年からは現在の名称が現れる。1347年から1355年にロイヒテンベルク方伯は防衛施設内に城を建造し、その後、計画都市ペグニッツを新設した。1355年に皇帝カール4世はこの町に都市権を与えた。もう一つの入植地、アルトシュタットとともにこの町は約100年ほど繁栄を続けた。
1357年から1402年の間ペグニッツ市はボヘミア王国に属した。彼らは現在もベーハイムシュタイン城（ボヘミアの城）と呼ばれている城を築いた。カール4世の息子ヴェンツェルによってペグニッツは、1402年にホーエンツォレルン家のニュルンベルク城伯ヨハン3世に質入れされ、その後数世紀にわたってボヘミア王が請け出すことが出来なかったため、ホーエンツォレルン家の所有に留まった。1792年にプロイセンのオーバーフォルクトアムトであるバイロイト侯領となるが1807年のティルジットの和約によってフランス領となった。バイロイト侯領とともにまずはフランスの軍政管理下に置かれたが、1810年に最終的にバイエルン王国に編入された。

## 行政
市議会は24議席からなる。

## レクリエーション

### スポーツ施設
- コンラート・レール・レクリエーションセンター（屋外温水プール）
- ハンス・ショイエルライン・水泳ホール（屋内プール）
- 屋根付き人工スケート場
- ミニゴルフ場

### スポーツクラブ
- FCペグニッツ （サッカー、テニス、陸上競技）
- EVペグニッツ・アイス・ドッグス （アイスホッケー）
- ASVペグニッツ （ボウリング、サッカー、ハンドボール、ミニゴルフ、バドミントン）
- MTVペグニッツ （体操、トランポリン）

## 文化と見所

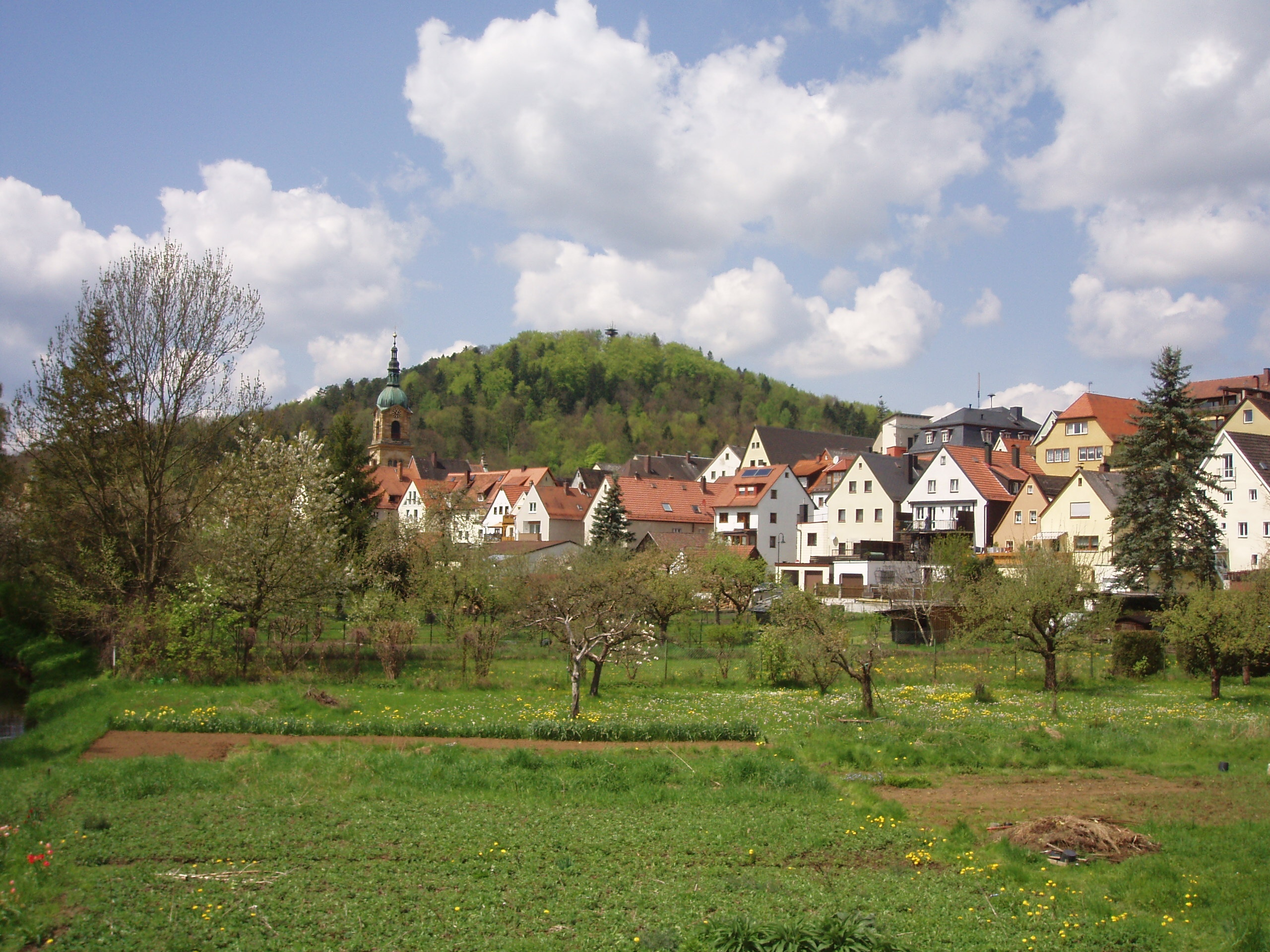
ペグニッツの街並み。画面左手が聖バルトロマイ教会。背景の山が城山

### 建築物
- 1347年建造のラートハウス
- ペグニッツ川水源の1450年に建造されたツァウセンミューレ（水車）
- 聖バルトロマイ 市教区教会（1900年建造）

### 自然景観
- 展望塔のある城山
- カルスト地形の不思議ヴァッサーベルク（ペグニッツ川参照）

### 年中行事
ペグニッツはクリスマス市場と特にシュタルクビールの日「フリンデラー」（4月から7月まで続く）で知られる。ここでは、この行事のためだけにシュタルクビールが作られ、週ごとに異なるレストランで供される。これにフランケンの郷土料理が添えられる。
さらに、毎年開催されるグレゴリーフェスタは、プログラムの概要をペグニッツの学生たちが作り上げる。

## 引用
1. ↑  https://www.statistikdaten.bayern.de/genesis/online?operation=result&code=12411-003r&leerzeilen=false&language=de Genesis-Online-Datenbank des Bayerischen Landesamtes für Statistik Tabelle 12411-003r Fortschreibung des Bevölkerungsstandes: Gemeinden, Stichtag (Einwohnerzahlen auf Grundlage des Zensus 2011)
2. ↑  Max Mangold, ed (2005). Duden, Aussprachewörterbuch (6 ed.). Dudenverl. p. 618. ISBN 978-3-411-04066-7
3. ↑  Bayerische Landesbibliothek Online